# IMP-dehydrogenase
IMP-dehydrogenase is een enzym dat inosinemonofosfaat omzet in xanthosinemonofosfaat. Daarnaast katalyseert het de snelheidsbepalende stap van de-novo-GTP-biosynthese. IMP-dehydrogenase wordt geassocieerd met celdeling en is daardoor een mogelijke target voor chemotherapie bij kanker. Zoogdier- en bacteriële IMPDH's zijn tetrameren van identieke ketens. Er komen twee IMP-dehydrogenase-isozymen bij mensen voor.
IMP-dehydrogenase wordt geremd door mycofenolzuur, ribavirine en 6TGMP (6-thioguaninemonofosfaat). 6TGMP-remming voorkomt purine-interconversie en blokkeert dus de synthese van purinenucleotiden.